# Claudia Hollingsworth
Claudia Hollingsworth (* 12. April 2005 in East Melbourne, Victoria) ist eine australische Leichtathletin, die sich auf den Mittelstreckenlauf spezialisiert hat.

## Sportliche Laufbahn
Erste internationale Erfahrungen sammelte Claudia Hollingsworth im Jahr 2022, als sie bei den Ozeanienmeisterschaften in Mackay in 4:12,33 min die Goldmedaille im 1500-Meter-Lauf gewann und sich in 2:04,79 min die Silbermedaille über 800 Meter hinter ihrer Landsfrau Tess Kirsopp-Cole sicherte. Über 800 Meter startete sie im Juli als jüngste Teilnehmerin überhaupt bei den Weltmeisterschaften in Eugene und schied dort mit 2:04,11 min in der ersten Runde aus. Daraufhin erreichte sie bei den U20-Weltmeisterschaften in Cali das Halbfinale über 800 Meter und wurde dort disqualifiziert. 2024 siegte sie in 1:59,81 min beim Maurie Plant Meet sowie in 1:58,81 min beim Canberra Track Classic. Im August nahm sie an den Olympischen Sommerspielen in Paris teil und schied dort mit 2:01,51 min im Halbfinale aus. Anschließend gewann sie bei den U20-Weltmeisterschaften in Lima in 2:00,87 min die Silbermedaille.
2024 wurde Hollingsworth australische Meisterin im 800-Meter-Lauf.

## Persönliche Bestleistungen
- 800 Meter: 1:58,40 min, 14. April 2024 in Adelaide (U20-Ozeanienrekord)
- 1000 Meter: 2:36,72 min, 2. März 2021 in Melbourne (U20-Ozeanienrekord)
- 1500 Meter: 4:02,96 min, 4. April 2024 in Melbourne (U20-Ozeanienrekord)
- 3000 Meter: 9:29,13 min, 2. Dezember 2023 in Melbourne